# Ариса Мацубара
Ариса Мацубара (јап. 松原 有沙; 1. мај 1995) јапанска је фудбалерка.

## Репрезентација
За репрезентацију Јапана дебитовала је 2019. године. За тај тим одиграла је 4 утакмице и постигла је 1 гол.

## Статистика
| Јапан  | Јапан | Јапан |
| Год.   | Ута.  | Гол.  |
| ------ | ----- | ----- |
| 2019   | 4     | 1     |
| Укупно | 4     | 1     |